# Station Beekbergen
Station Beekbergen (Bbg) is een voormalig spoorwegstation ligt in de bebouwde kom van het dorp Lieren aan de spoorlijn Dieren - Apeldoorn en is een station van de Veluwsche Stoomtrein Maatschappij (VSM). Als regulier station was het in gebruik van 2 juli 1887 tot 1 augustus 1950.
De VSM heeft op het station een uitgebreid emplacement met een draaischijf waar de locomotieven en rijtuigen opgesteld staan en een werkplaats waar het materieel onderhouden wordt.
Dit stationsontwerp werd Standaardtype KNLS genoemd en werd voor diverse spoorwegstations gebruikt in de jaren 80 van de 19e eeuw. De architect was K.H. van Brederode. Het stationstype is in drie soorten ingedeeld, waarbij dit station viel binnen het type KNLS 2e klasse. Dit station werd door particulieren gekocht om als woning te gebruiken.
In juni 2013 werd een nieuw stationsgebouw bij de VSM in gebruik genomen.

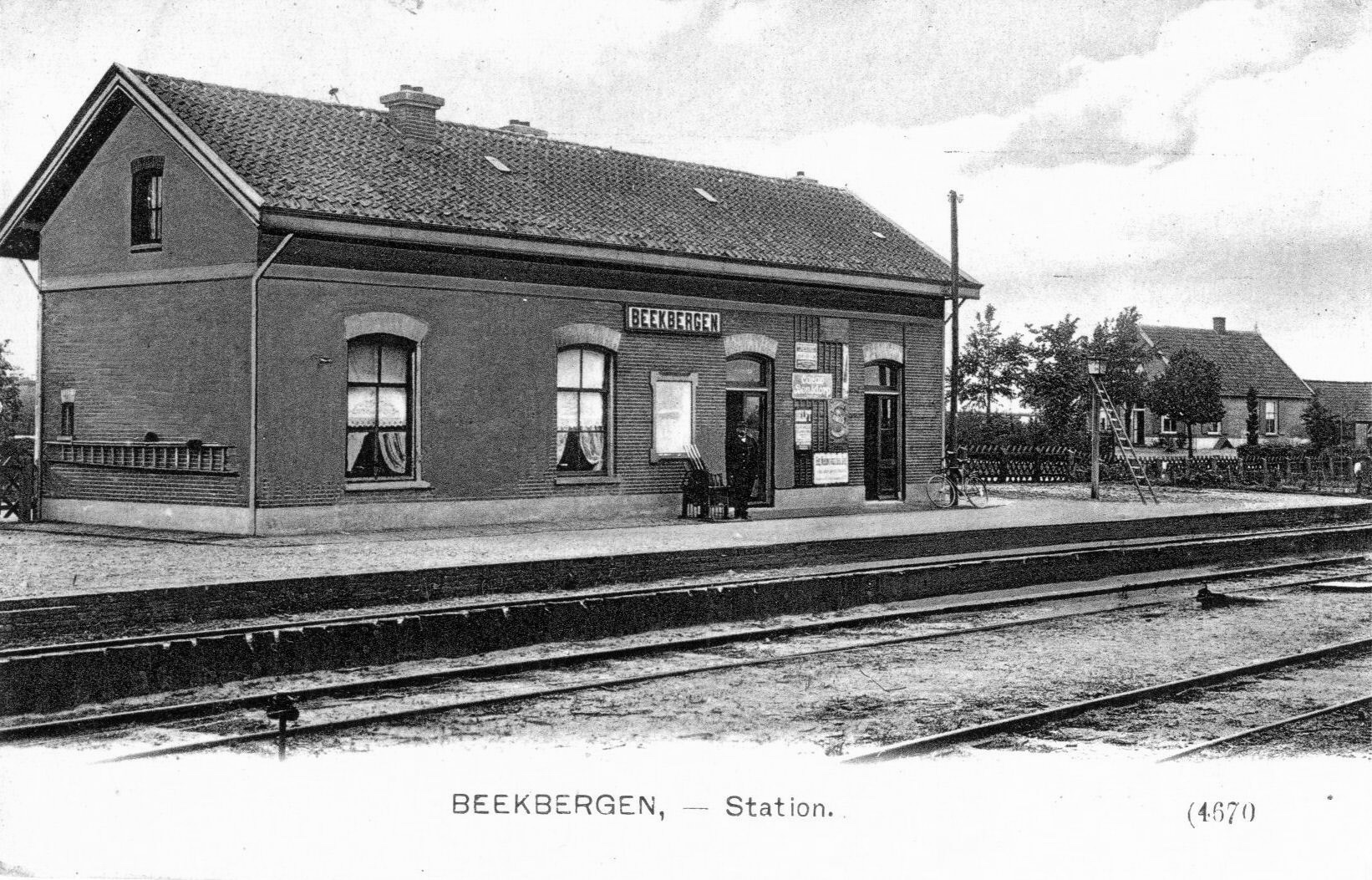
Station Beekbergen KNLS; circa 1905.
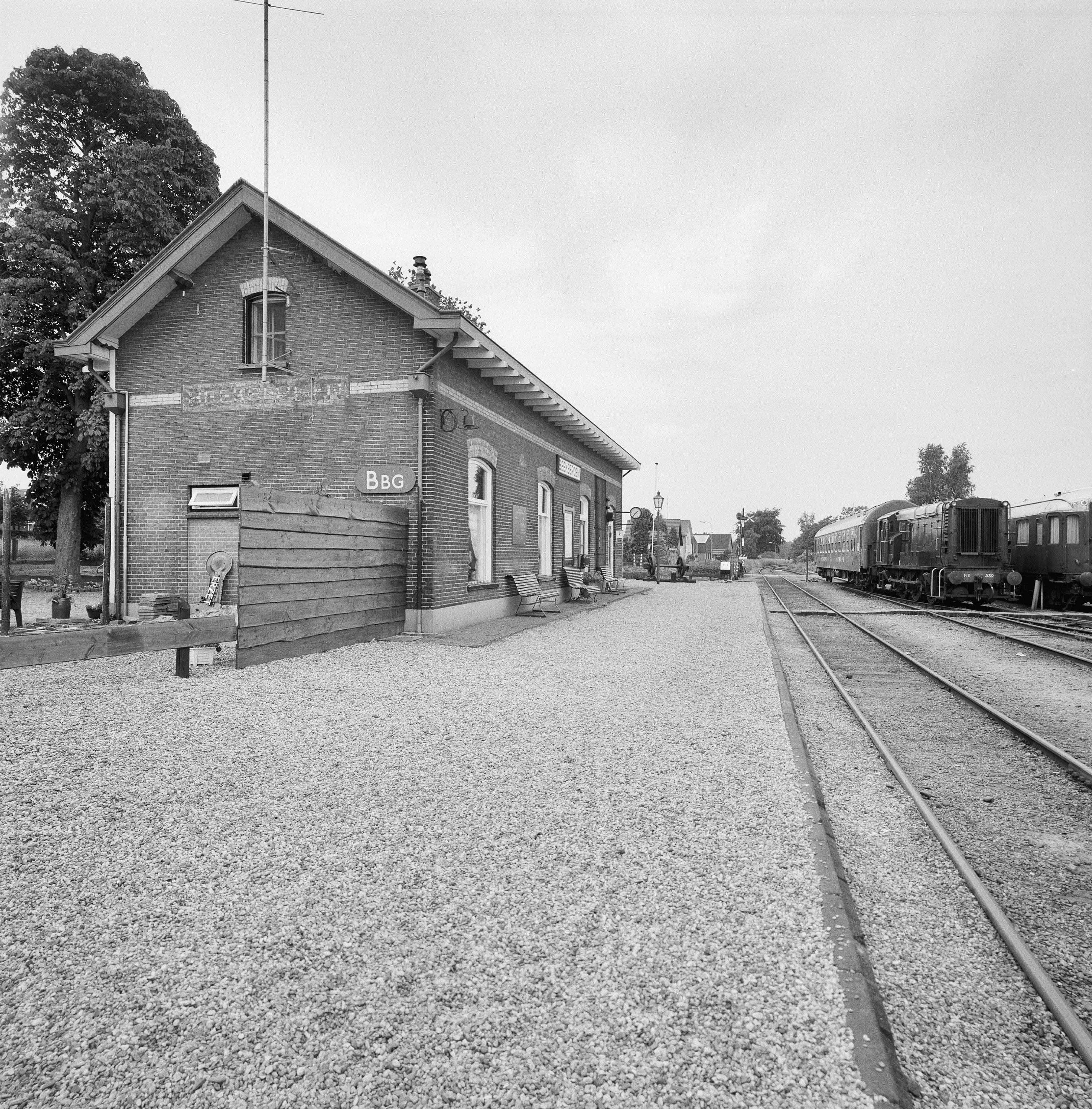
Station Beekbergen KNLS, perronzijde in 1995.
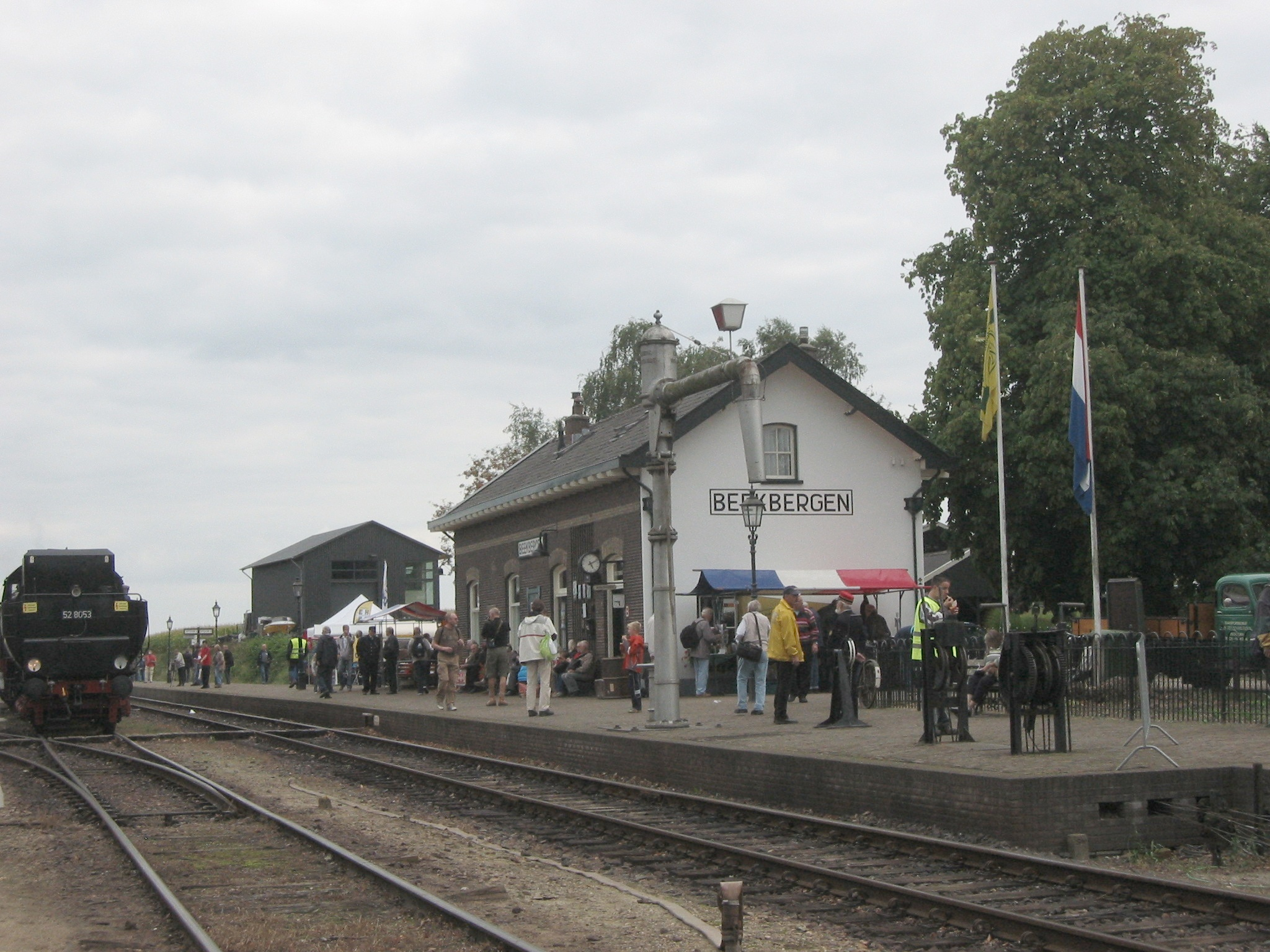
Station Beekbergen KNLS in 2009.
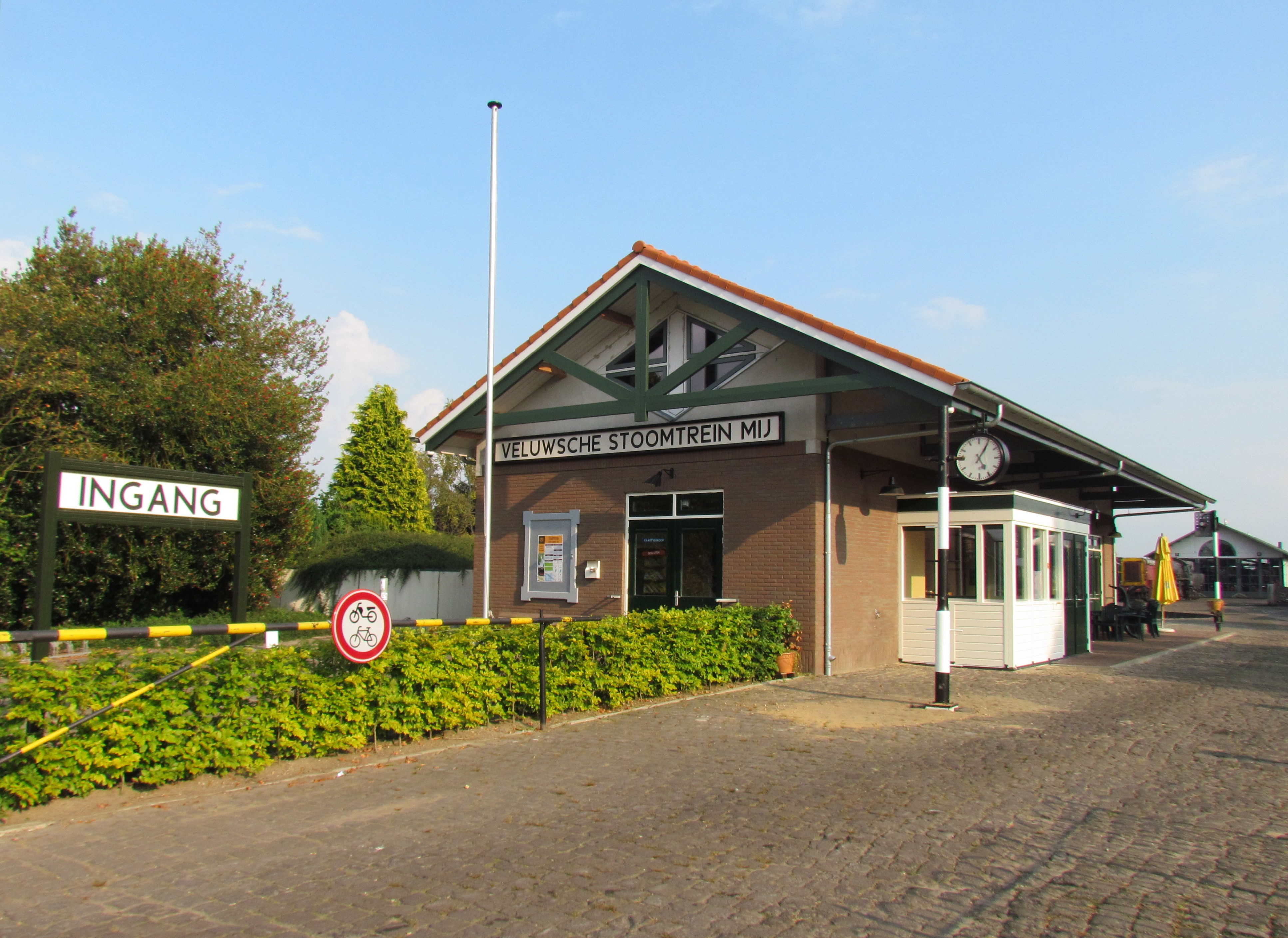
Stationsgebouw VSM in 2014.
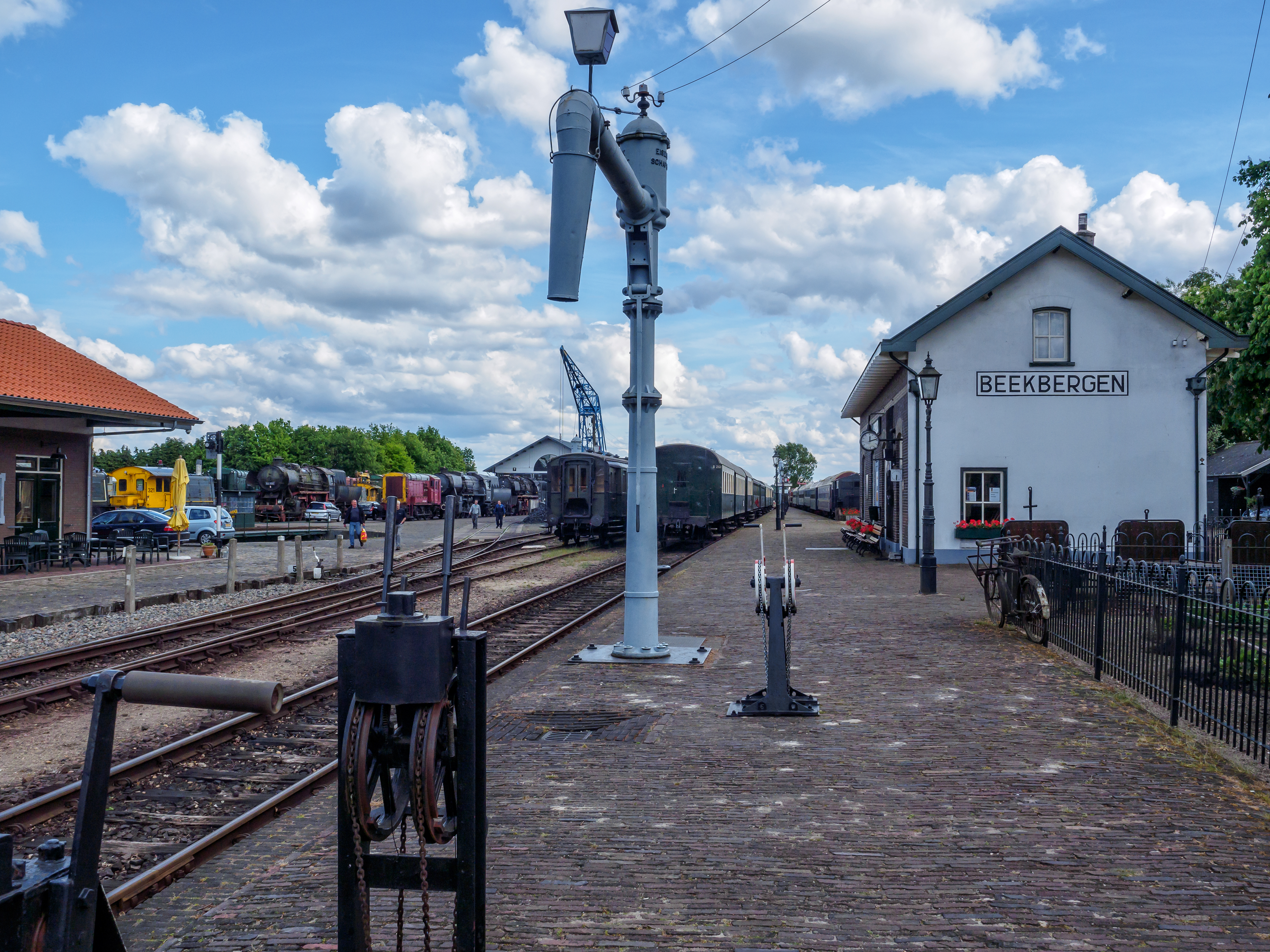
Station met op de achtergrond de werkplaats en opgesteld materieel.
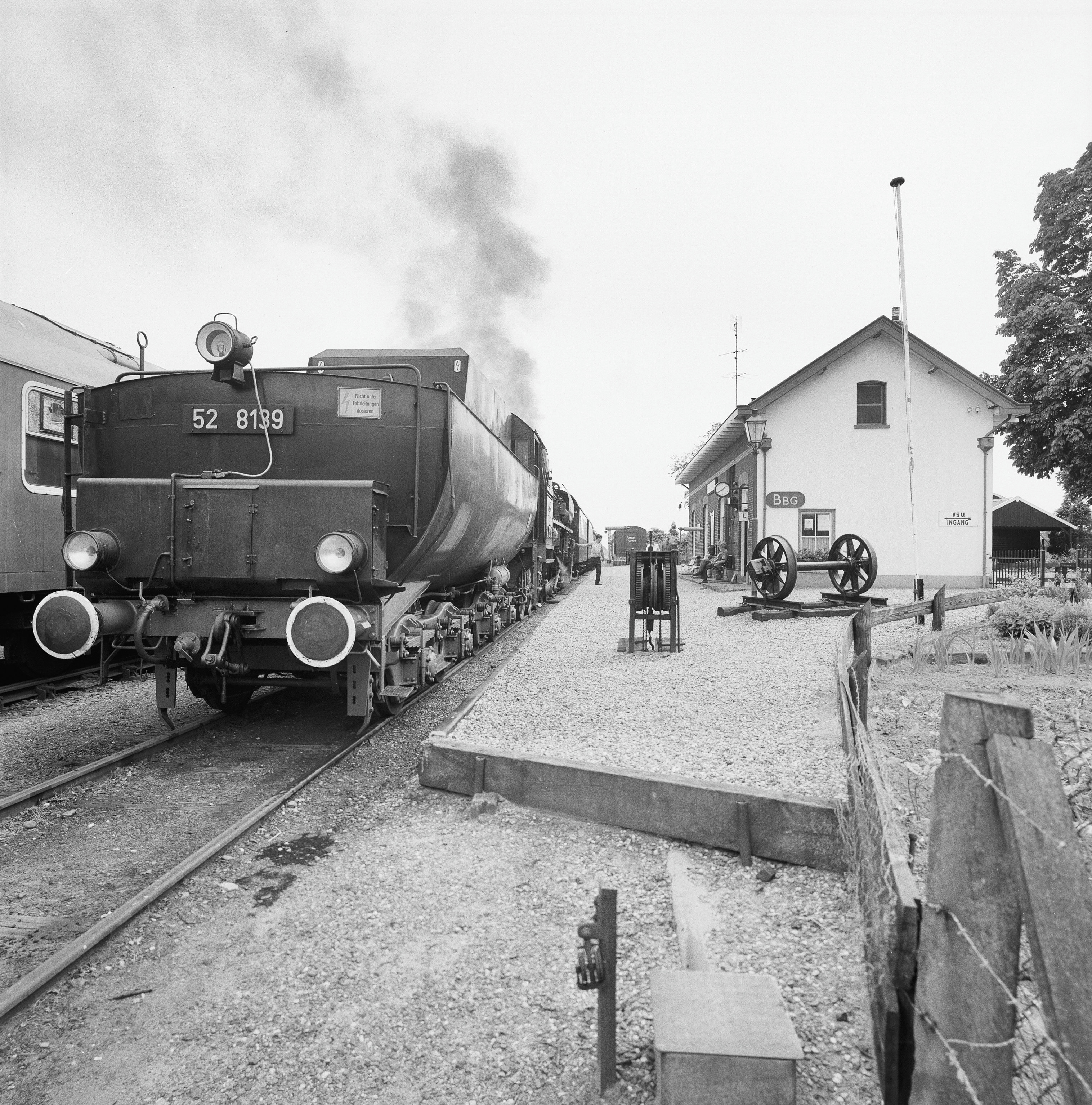
Station Beekbergen in 1995 met de 52 8139 van de VSM
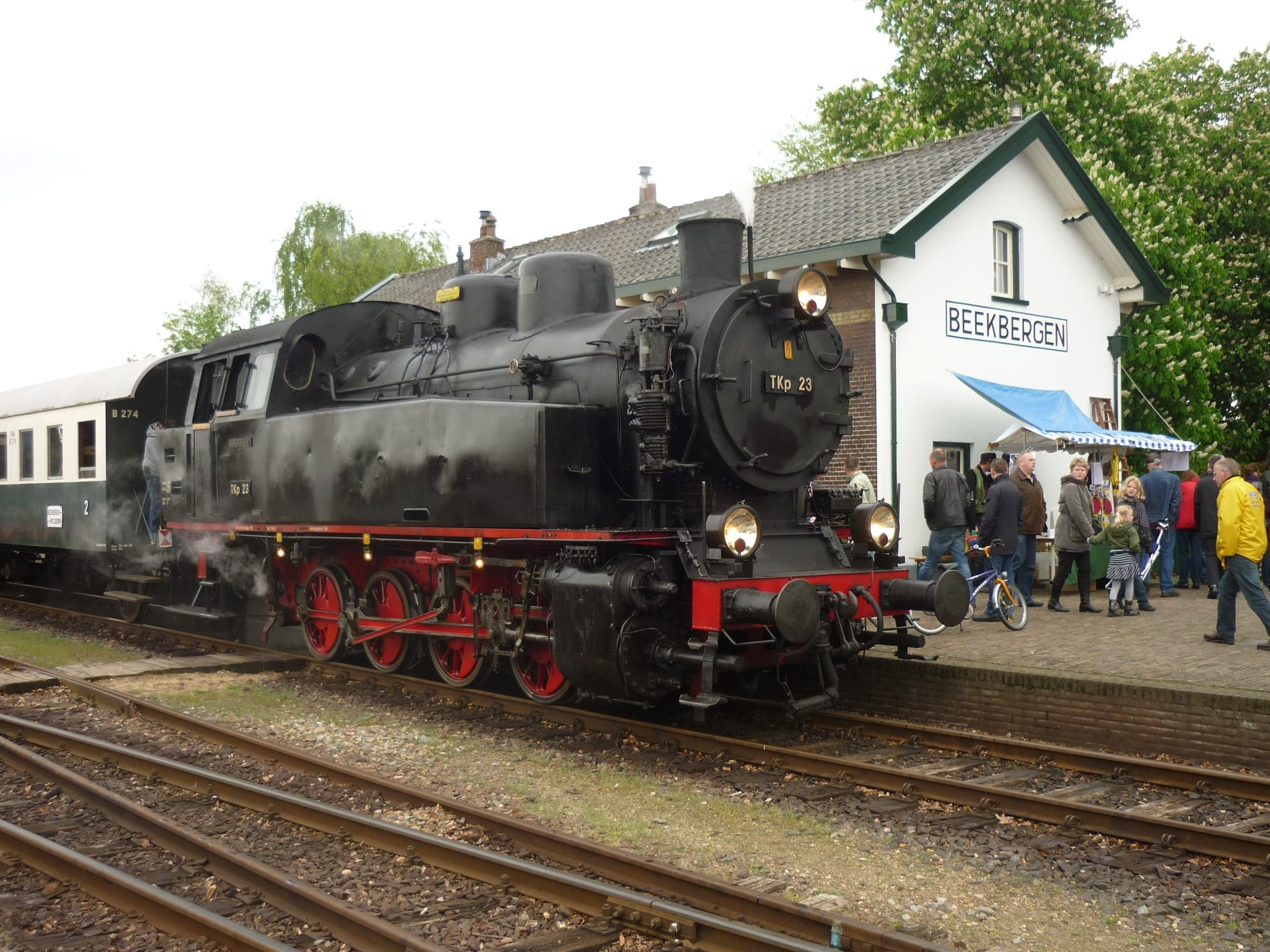
TKP 23 bij station BBG
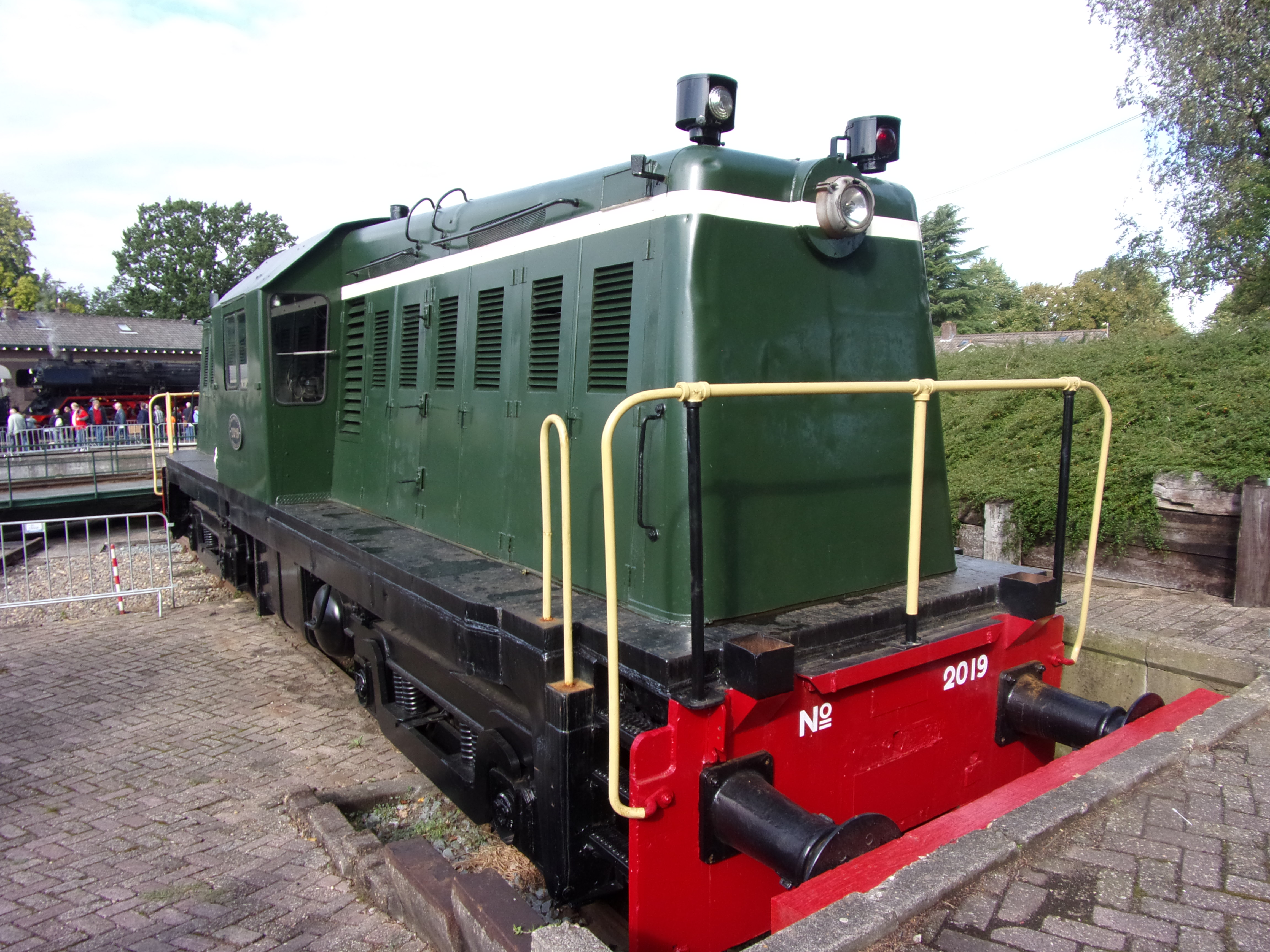
De 2019 in depot beekbergen
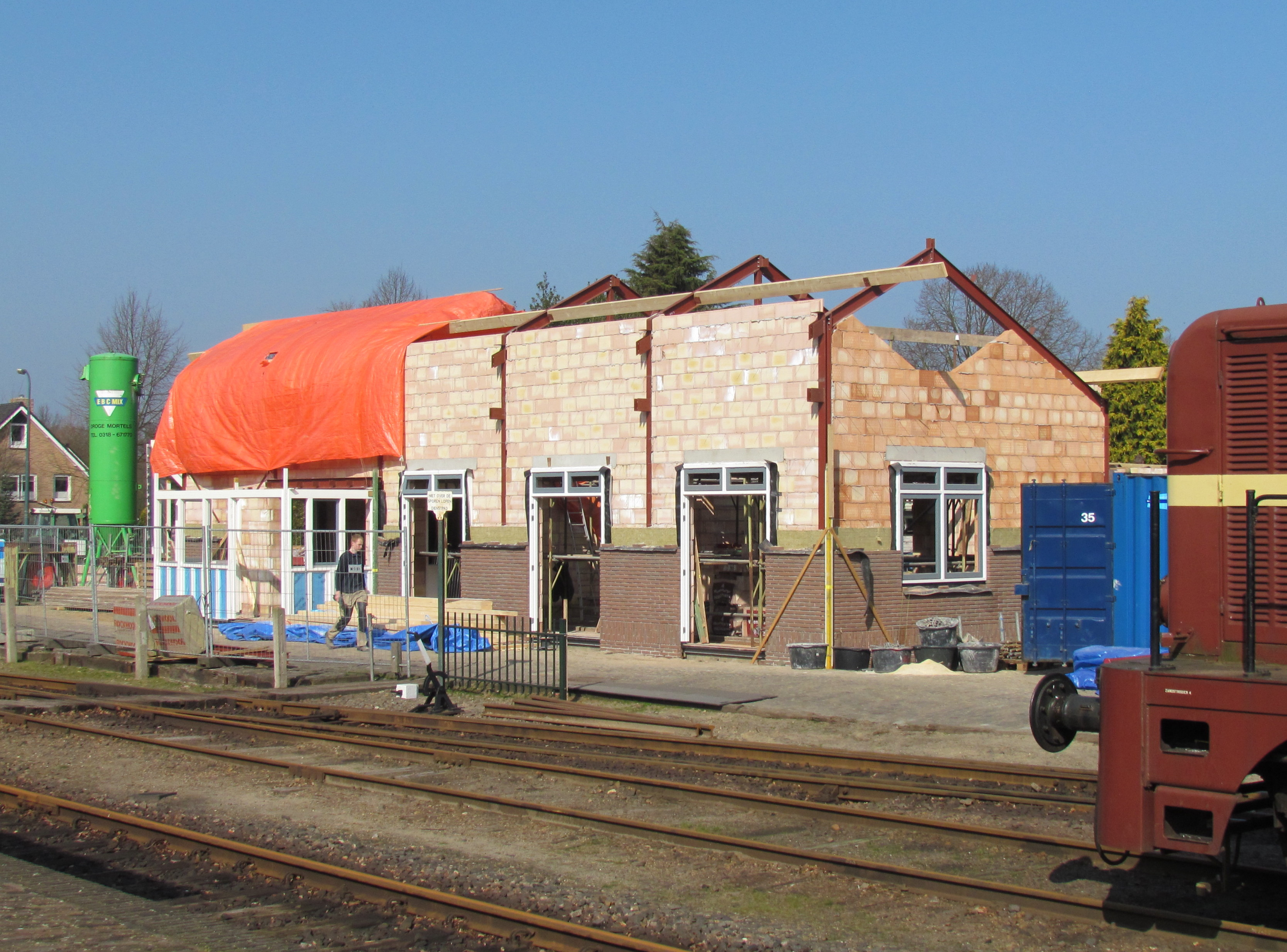
Bouw van nieuw stationsgebouw in bbg